# TEX19
TEX19‏ (Testis expressed 19) هوَ بروتين يُشَفر بواسطة جين TEX19 في الإنسان.